# Ƿ
Ƿ, ƿ (Wynn) litera alfabetu staroangielskiego pochodząca z pisma runicznego fuþork. Zastępowała przed rokiem 1300 połączenie uu, z którego pochodzi w. Później była używana do druku tekstów staroangielskich, ale na początku XX wieku zastąpiono ją współczesną literą w ze względu na podobny wygląd do p.